# Anthony Fauci
Anthony Stephen Fauci (* 24. prosince 1940 New York) je americký lékař a imunolog, který v letech 1984 až 2022 zastával funkci ředitele Národního ústavu pro alergie a infekční nemoci (NIAID), který je součástí Národních ústavů zdraví.
Stál v čele koordinace boje proti mnoha závažným virovým onemocněním, jako HIV/AIDS, SARS, prasečí chřipka, MERS, ebola a covid-19. Kromě jiného hrál významnou roli při vytváření amerického plánu pro mimořádnou pomoc při AIDS, který dle oficiálních dat zachránil nejméně dvacet milionů lidských životů. Byl hostujícím profesorem na mnoha lékařských univerzitách, obdržel celou řadu vědeckých ocenění, včetně pětačtyřicet čestných doktorátů. Na konci roku 2022 se rozhodl ukončit své působení ve veřejných funkcích.

## Život a vědecká kariéra
Narodil se v Brooklynu do rodiny lékárníka. V roce 1962 získal bakalářský titul z klasických studií na College of the Holy Cross a ve studiu pokračoval na Weill Cornell Medicine, kde získal v roce 1966 titul doktor medicíny. O dva roky později začal pracovat pro Národní ústavy zdraví. Několikrát odmítl nabídku stát se vedoucím této organizace. Ze své pozice v NIAID se podílel na americkém výzkumu na poli fungování imunitního systému v boji proti virům jako HIV, SARS, chřipka A/H1N1, MERS, ebola a SARS-CoV-2. Podle The New York Times je předním expertem v oboru infekčních chorob.
V roce 2019 byl podle analýzy dat z Google Scholar 41. nejcitovanějším autorem vědeckých prací v historii a podle Web of Science byl 8. nejcitovanějším imunologem v období 1980–2019. Hostoval jako profesor na mnoha lékařských univerzitách a obdržel 45 čestných doktorátů.
Od ledna 2020 byl jedním z předních členů pracovní skupiny White House Coronavirus Task Force amerického ministerstva zahraničí. V letech 2021 až 2022 byl hlavním medicínským poradcem amerického prezidenta Joe Bidena. Ten jej krátce před skončením prezidentského mandátu v lednu 2025 preventivně omilostnil z obavy, že nastupující prezident Trump by se Faucimu mohl mstít.

## Galerie

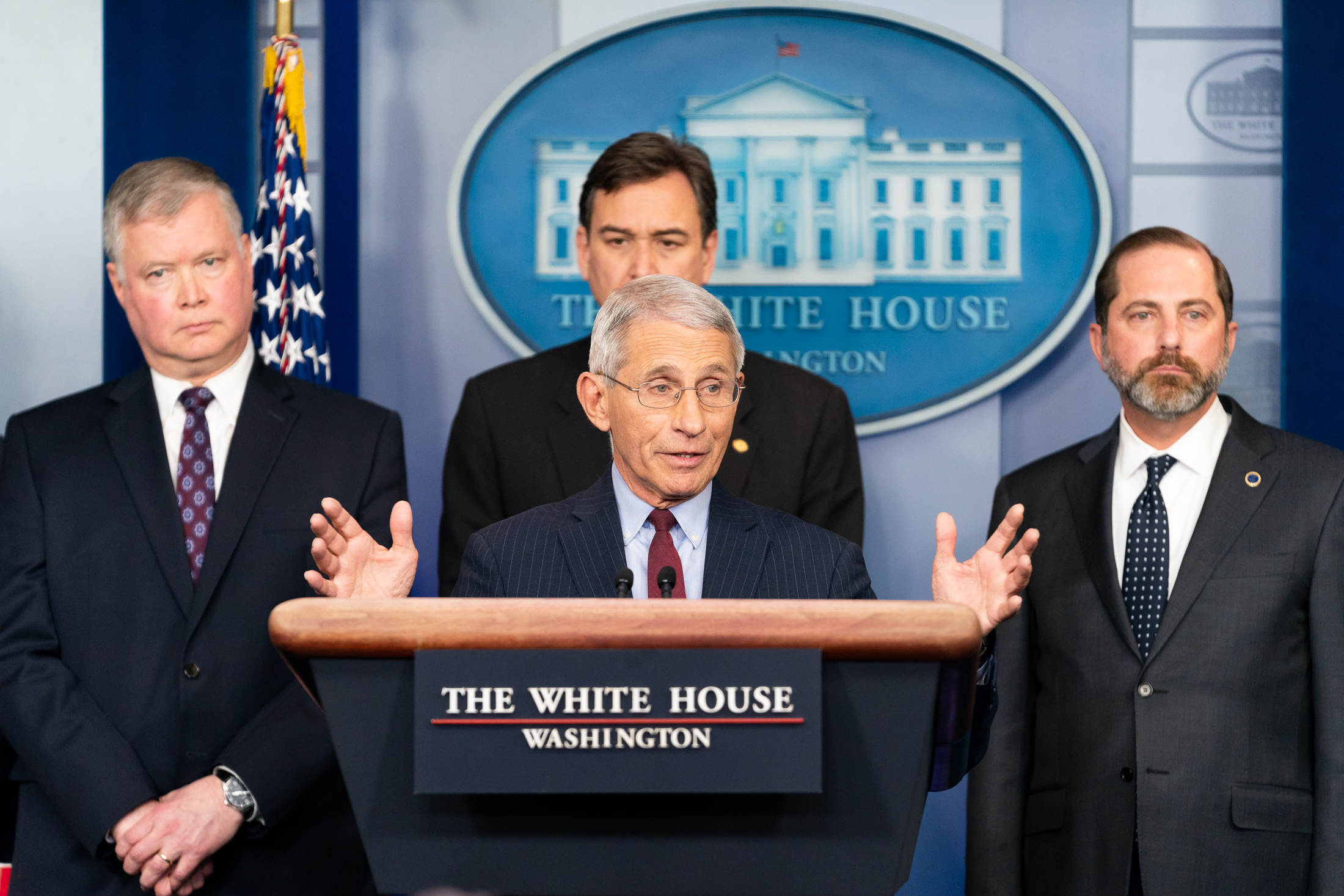
Fauci během tiskové konference v Bílém domě, leden 2020
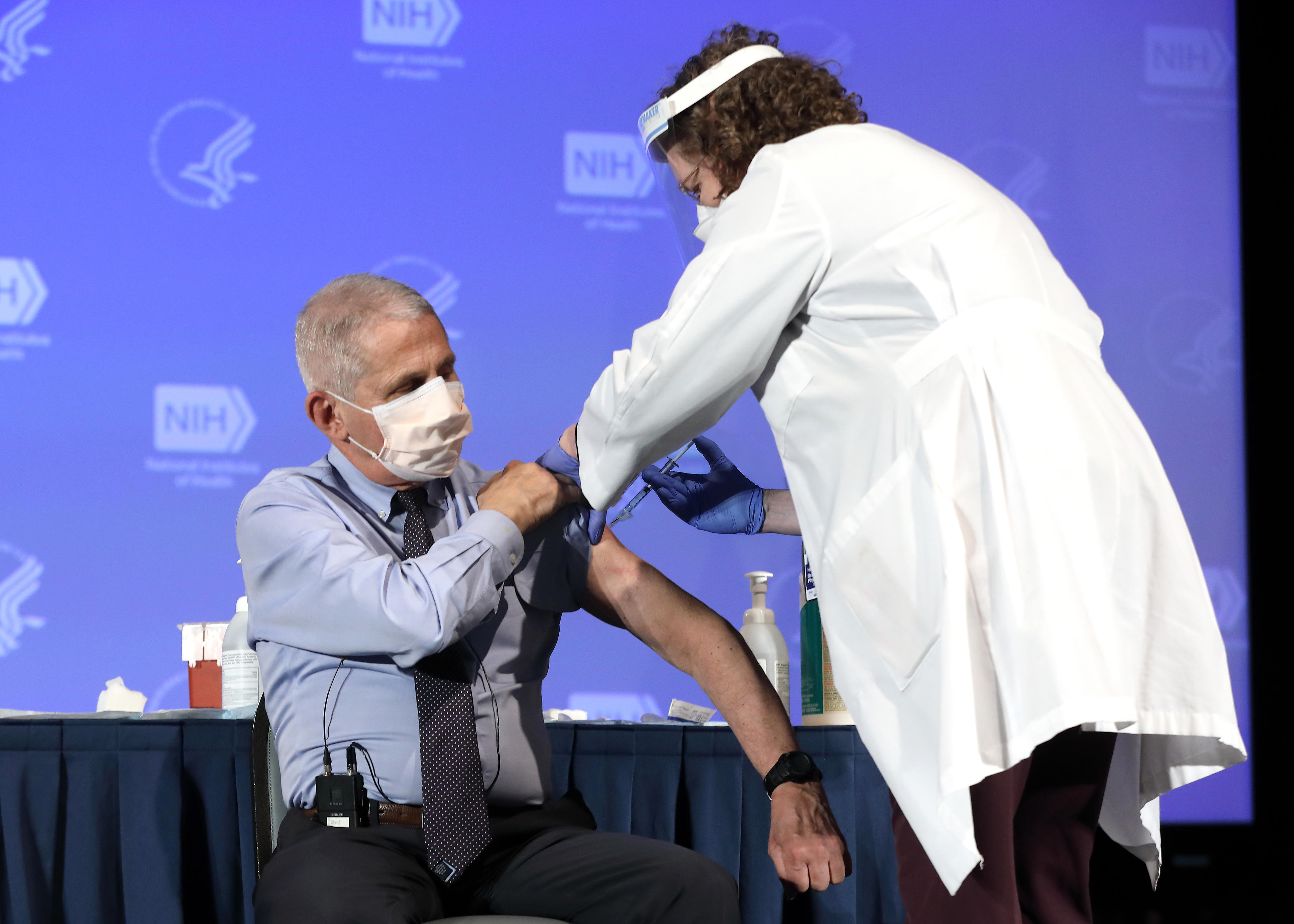
Fauci si nechává aplikovat vakcínu proti covidu-19, prosinec 2020
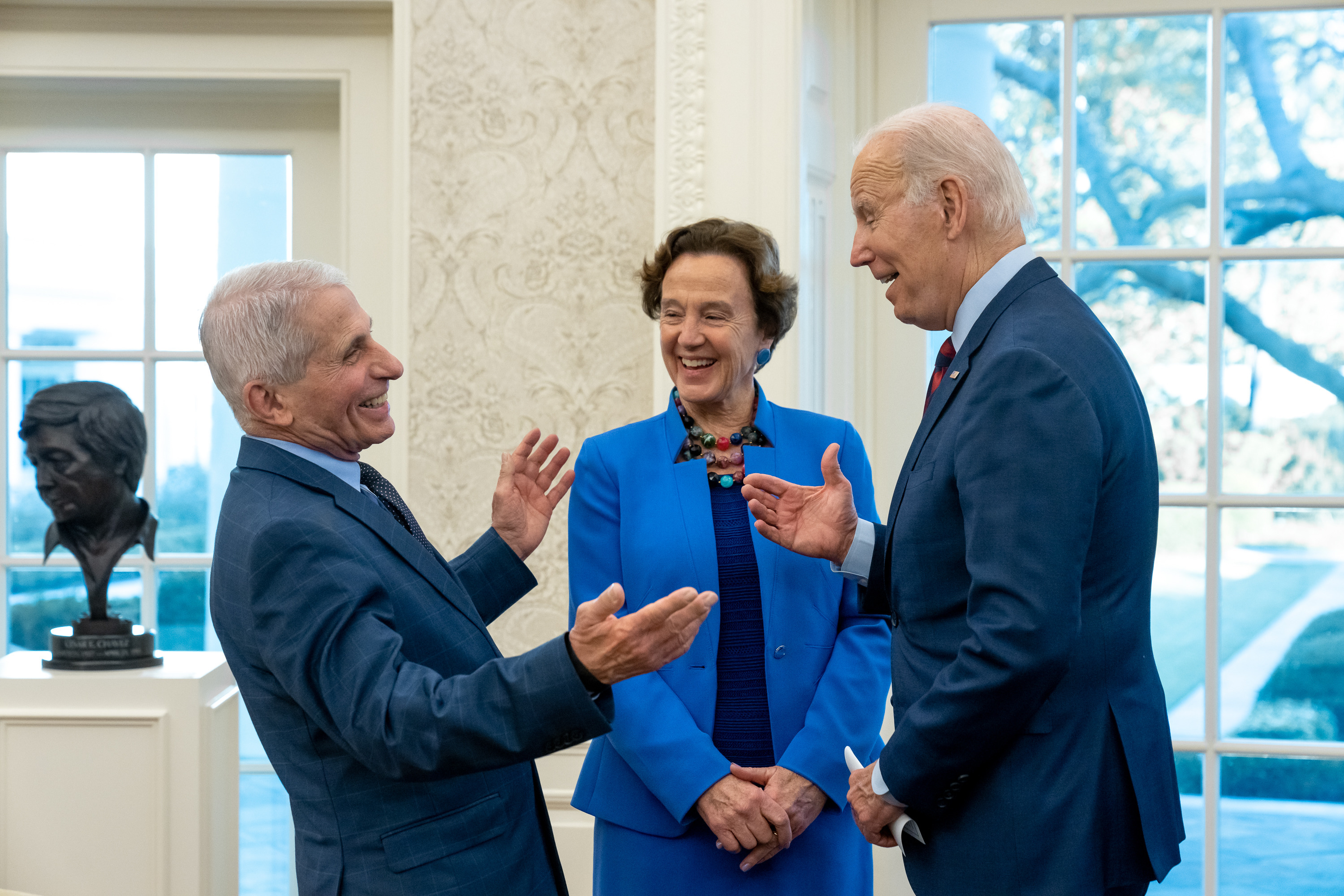
Fauci s manželkou Christine Gradyovou a Joem Bidenem v Oválné pracovně, leden 2023